# Manuel Ferreira (jornalista e escritor)
Manuel Ferreira, jornalista e escritor português, nasceu em Ponta Delgada, na Ilha de São Miguel, Açores, a 29 de Janeiro de 1916 (não confundir com o  escritor português homónimo ligado à literatura de Cabo Verde). Além de jornalista, destacou-se também como ficcionista, biógrafo e historiador. É uma personalidade importante da vida cultural dos Açores. Faleceu em 1 de Dezembro de 2012 em Ponta Delgada.
O seu interesse pelo jornalismo e pela literatura manifesta-se muito jovem, quando ainda frequentava o Liceu Antero de Quental (atualmente Escola Secundária Antero de Quental), em Ponta Delgada. No ano letivo de 1935-1936, foi um dos fundadores e chefe de redação da publicação académica Arco-Íris.
Após concluir o Curso Geral dos Liceus, Manuel Ferreira começou a trabalhar como funcionário dos Serviços Municipalizados de Abastecimento de Água da  Câmara Municipal de Ponta Delgada, chegando a chefe daqueles serviços. Trabalhou lá durante 46 anos.
Além do seu trabalho como funcionário público, dirigia também uma exploração agropecuária, que orientou durante mais de quarenta anos. Apesar dessas ocupações, começou também a trabalhar simultaneamente, a tempo parcial, como jornalista. Em 1937, com apenas 21 anos, começou a sua carreira jornalística como redator do Correio dos Açores. Após três anos, já era chefe de redação daquele jornal, onde ficou até 1943.
Anos mais tarde voltou novamente ao jornalismo, tendo passado primeiro três anos pelo Açoriano Oriental, como chefe de redação. Depois, de 1964 até 1975, esteve também na chefia do Correio dos Açores.
Quase toda a sua atividade jornalística decorreu durante o regime ditatorial instituído por António de Oliveira Salazar e prosseguido por Marcelo Caetano, que só terminou com a Revolução dos Cravos, em 25 de abril de 1974, pouco antes de Manuel Ferreira cessar as suas funções de jornalista. Durante a ditadura, o que escrevia nos jornais incomodava as autoridades e isso causou-lhe dificuldades. Apesar disso, manteve sempre o seu espírito de independência. Ainda nos anos 40 do século XX envolveu-se em campanhas jornalísticas contra as barreiras aduaneiras que existiam então entre as diversas ilhas dos Açores. Na década que antecedeu o  25 de Abril foi o principal impulsionador do terceiro movimento autonomista açoriano.
A partir da segunda metade dos anos 70, quando deixou de ser funcionário e jornalista profissional, dedicou-se inteiramente à escrita e à investigação, embora continuasse a colaborar no Açoriano Oriental.
O conto O Barco e o Sonho, publicado em 1979 pela editora Publiçor, com sucessivas reedições, constitui a sua primeira obra de ficcionista. O realizador José Medeiros, da  RTP-Açores, adaptou a obra para uma série televisiva com o mesmo título.  Essa narrativa de Manuel Ferreira baseava-se na aventura de dois açorianos, Victor Manuel Caetano e Evaristo Silva, relatada nos jornais açorianos dos anos 50, que conseguiram atravessar o Atlântico Norte, num pequeno barco por eles próprios construído, rumo aos Estados Unidos, destino sonhado pelos emigrantes açorianos.
Após essa primeira obra, Manuel Ferreira revelou-se um escritor prolífero: entre 1979 e 2006, publicou mais de trinta obras literárias, biográficas e de historiografia.  Escolheu como ex-líbris de escritor a divisa: "Alto como as estrelas e livre como o vento".
A 9 de junho de 2000, foi agraciado com o grau de Comendador da Ordem do Mérito.
Numa entrevista que concedeu nos anos 80 ao jornal português Diário de Notícias, Manuel Ferreira afirmava que havia um fosso entre o Continente e os Açores. Noutra entrevista ao mesmo jornal,  conduzida por Marina Almeida, em 2 de julho de 2006, que lhe perguntava se ainda tinha essa opinião, Manuel Ferreira respondeu o seguinte:
"Passados [tantos] anos, mantém-se infelizmente o fosso político. Há uma certa incompreensão do poder central, um fosso literário, visto que há quase um desconhecimento absoluto das atividades literárias açorianas, que em qualquer parte do mundo são brilhantes. Quero dizer-lhe que no fim do século XIX havia 400 títulos de jornais em Ponta Delgada. Tanto jornal por metro quadrado não é possível encontrar em nenhuma zona do país."
Nessa mesma entrevista, dizia ainda que não gostava de ser subjugado, nem de se submeter a partidos políticos, a pressões sociais ou económicas. Referindo-se ao jornalismo em Portugal após a restauração da democracia, afirmou que se fazia um jornalismo demasiado partidário, ao qual faltava espírito crítico.
A deputada Maria José Duarte, do PSD, prestou homenagem a Manuel Ferreira na  Assembleia Legislativa da Região Autónoma dos Açores, em 22 de Fevereiro de 2006, para assinalar o 90.º aniversário do jornalista e escritor. No mesmo ano, por ocasião da edição especial do livro O Açor Eterno, a Biblioteca Nacional de Portugal realizou na sua sede em Lisboa, de 3 a 28 de Julho de 2006, uma mostra bibliográfica sobre o escritor açoriano. O referido livro é fruto de uma investigação, graficamente documentada, sobre a simbologia do Açor, abrangendo um vasto campo que vai desde a heráldica dos Municípios às marcas comerciais. 
Em 9 de Setembro de 2009, a Câmara Municipal de Ponta Delgada homenageou Manuel Ferreira, lançando o livro evocativo da primeira edição de O Barco e o Sonho. A cerimónia teve como objetivo principal comemorar os 30 anos de vida literária de Manuel Ferreira.  

## Obras
- O Barco e o Sonho; Ponta Delgada, Impraçor, 1979; edições posteriores com o título O barco e o sonho: contos açorianos, com ilustrações de Domingos Rebelo; última edição: Ponta Delgada, Publiçor, 2009.  ISBN 978-972-8633-08-0
- Açores - armas e barões assinalados: narrativas históricas; Braga, Livraria Editora Pax, 1981
- O Morro e o Gigante; Ponta Delgada, Secretaria Regional da Educação e Cultura, 1981, 219 pág.; 2.ª ed., com desenhos do Padre José Baptista Ferreira e José Manuel Cabral, Ponta Delgada, [s.n.], 1990
- Pedras que Falam – A Ermida de Nossa Senhora dos Remédios da Lagoa; 1988
- Vitorino Nemésio e a "Sapateia Açoriana": loucura" ou traição?, Ponta Delgada, Divulgação, 1988, 189 p.
- Penhascos dourados: o Ilhéu da Vila Vila Franca do Campo; Editorial "Ilha Nova" da Câmara Municipal, 1989
- Casa de Trabalho e Proteção à Juventude Feminina de Nordeste; 1.ª ed. ? [S.l. : s.n.]; 2.ª ed., Nordeste, Açores, Câmara Municipal, 1990
- A Viola dos dois Corações, Ponta Delgada: [s.n.], 1990; 2.ª edição, Ponta Delgada, Impraçor, 2010
- A Ilustre Marquesa de Ponta Delgada; Ponta Delgada, [s.n.], 1991
- O Segredo das "almas cativas": Roberto de Mesquita, fotobiografia, confidências, revelações; Santa Cruz das Flores, Câmara Municipal, 1991
- Açoreana de Seguros: cem anos: 1892-1992; Ponta Delgada: Açoreana de Seguros, 1992
- Ponta Delgada – A História e o Armorial, Ponta Delgada, Câmara Municipal, 1992
- Ribeira Chã: a via-sacra de um povo, de um padre e de uma igreja; [S.l.: s.n.], 1992
- Os Cem Anos da Melo Abreu, Ponta Delgada, Edição da Fábrica de Cervejas e Refrigerantes Melo Abreu, 1993
- Manuel António de Vasconcelos - O 1.º Jornalista Micaelense, Ponta Delgada, Impraçor, 1994
- O Açoriano Oriental, Ponta Delgada, Impraçor, 1994
- Pedras para o Templo, Ponta Delgada, Impraçor, 1995
- Era uma vez um barco chamado Autonomia; Ponta Delgada, Jornal de Cultura, 1995.  ISBN 972-755-028-2
- A simbologia do Açor na heráldica dos municípios açorianos; [S.l.: s.n.], 1996
- Galeria Ressuscitada: a autonomia e os primeiros autonomistas; [S.l.: s.n.], 1997
- Açores – Origens, Raízes e História, 1999
- Antero imortal: uma longa história ainda por contar; rev. Ruy-Guilherme de Morais. [S.l.: s.n.], 2002
- O Caricaturista Micaelense Augusto Cabral, 2002
- O Explorador Micaelense Roberto Ivens; rev. Ruy-Guilherme de Morais. [S.l.: s.n.], 2004
- O Açor Eterno; Ponta Delgada : [s.n.], 2005
- Santos padroeiros; des. Domingos Rebelo, quadras Armando Côrtes-Rodrigues; rev. José Alfredo Ferreira Almeida, Maria Leonor Aguiar Soares de Albergaria e Almeida. Ponta Delgada; Publiçor, 2011.  ISBN 978-972-8633-46-2

Colaborações
- Cucujães antigo e moderno; Valter Santos; colab. Agostinho Gomes, Manuel Ferreira, Sérgio Matos Ferreira. Cucujães: Jornal de Cucujães, 1983

Destaque-se ainda que as seguintes obras, já mencionadas, constituem a trilogia Simbologia do Açor
- A Simbologia do Açor na Heráldica dos Municípios Açorianos, 1996
- Açores – Origens, Raízes e História, 1999
- O Açor Eterno, 2005 [9]